# Heraeus
Heraeus es un género de chinches marrones de la familia Rhyparochromidae que se encuentran a lo largo de todo el continente americano desde Canadá hasta Argentina, incluyendo las Islas Galápagos y las Indias Occidentales. Hay al menos 40 especies descritas en Heraeus.

## Características
Las especies de este género tienen una banda anterior en el abdomen, una cabeza alargada, las procoxas con una espina y los mesofémures con dos, las protibias sin espinas o con espinas muy pequeñas.

## Comportamiento
Las especies del género se alimentan principalmente de semillas de pastos y ciperáceas que encuentran cerca del suelo.

## Especies
Estas 40 especies pertenecen al género Heraeus :
- Heraeus alvarengai Dellapé, P. M., Melo & Henry, 2016

- Heraeus annulatus Dellapé, P. M., Melo & Henry, 2016

- Heraeus antennalis Dellapé, P. M., Melo & Henry, 2016

- Heraeus apicalis Dellapé, P. M., Melo & Henry, 2016

- Heraeus bahiensis Dellapé, P. M., Melo & Henry, 2016

- Heraeus baranowskii Dellapé, P. M., Melo & Henry, 2016

- Heraeus bolivianus Dellapé, P. M., Melo & Henry, 2016

- Heraeus brevirostris Dellapé, P. M., Melo & Henry, 2016

- Heraeus caliginosus Slater, J.A. & R.M. Baranowski, 1994

- Heraeus chamamecinus Dellapé, P. M., Melo & Henry, 2016

- Heraeus cinnamomeus Barber, 1948

- Heraeus concolor Slater, J.A. & R.M. Baranowski, 1994

- Heraeus coquilletti Barber, 1914

- Heraeus costalis Dellapé, P. M., Melo & Henry, 2016

- Heraeus dominicanus Dellapé, P. M., Melo & Henry, 2016

- Heraeus ecuatorianus Dellapé, P. M., Melo & Henry, 2016

- Heraeus eximius Distant, 1882

- Heraeus guttatus (Dallas, W.S., 1852)

- Heraeus hollyae

- Heraeus illitus Distant, W.L., 1882

- Heraeus inca Dellapé, P. M., Melo & Henry, 2016

- Heraeus itzelae Dellapé, P. M., Melo & Henry, 2016

- Heraeus loja Dellapé, P. M., Melo & Henry, 2016

- Heraeus mesoamericanus Dellapé, P. M., Melo & Henry, 2016

- Heraeus mexicanus Dellapé, P. M., Melo & Henry, 2016

- Heraeus morganae Dellapé, P. M., Melo & Henry, 2016

- Heraeus nicaraguensis Dellapé, P. M., Melo & Henry, 2016

- Heraeus pacificus Barber, H.G., 1925

- Heraeus pallidinervis Dellapé, P. M., Melo & Henry, 2016

- Heraeus panamaensis Dellapé, P. M., Melo & Henry, 2016

- Heraeus penai Dellapé, P. M., Melo & Henry, 2016

- Heraeus plebejus Stal, 1874

- Heraeus pulchellus Barber, H.G., 1954

- Heraeus setosus Dellapé, P. M., Melo & Henry, 2016

- Heraeus similis Dellapé, P. M., Melo & Henry, 2016

- Heraeus spinosus Dellapé, P. M., Melo & Henry, 2016

- Heraeus splendens Dellapé, P. M., Melo & Henry, 2016

- Heraeus steineri Dellapé, P. M., Melo & Henry, 2016

- Heraeus tiputini Dellapé, P. M., Melo & Henry, 2016

- Heraeus triguttatus (Guérin-Méneville, 1857)

Fuentes de datos: i = ITIS, c = Catalogue of Life, g = GBIF, b = Bugguide.net